# New Hope for the Wretched
New Hope for the Wretched es el álbum debut de la banda estadounidense de punk y heavy metal Plasmatics, publicado en 1980 por Stiff Records. Para producirlo, el sello contrató a Jimmy Miller pero al poco tiempo fue despedido por su incontrolable adicción a la heroína. Si bien Miller recibió el crédito de coproductor en la contraportada, esta labor la terminó el ingeniero de sonido Ed Stasium y el mánager de Plasmatics, Rod Swenson.
Una vez que salió al mercado alcanzó el puesto 55 en el UK Albums Chart del Reino Unido, lo que lo posicionó como el único álbum de la banda en ingresar en dicho conteo. En 1981 entró al Billboard 200 de los Estados Unidos, en donde se mantuvo por diez semanas y consiguió el lugar 134. Para promocionarlo, en junio de 1980 se publicó el sencillo «Butcher Baby» que obtuvo la casilla 55 en la lista de sencillos del Reino Unido.

## Lista de canciones
| N.º | Título              | Escritor(es)               | Duración |  |
| 1.  | «Tight Black Pants» | Rod Swenson, Richie Stotts | 1:44     |  |
| 2.  | «Monkey Suit»       | Swenson, Wes Beech         | 3:19     |  |
| 3.  | «Living Dead»       | Swenson, Stotts            | 1:31     |  |
| 4.  | «Test Tube Babies»  | Swenson, Stotts            | 1:51     |  |
| 5.  | «Won't You»         | Swenson, Stotts            | 2:25     |  |
| 6.  | «Concrete Shoes»    | Swenson, Chosei Funahara   | 2:52     |  |
| 7.  | «Squirm» (Live)     | Swenson, Beech             | 3:29     |  |
| 8.  | «Want You Baby»     | Swenson, Stotts            | 1:53     |  |
| 9.  | «Dream Lover»       | Bobby Darin                | 5:35     |  |
| 10. | «Sometimes I»       | Swenson, Stotts            | 3:51     |  |
| 11. | «Corruption»        | Swenson, Stotts            | 2:36     |  |
| 12. | «Butcher Baby»      | Swenson, Stotts            | 3:20     |  |

| Pistas adicionales en la remasterización de 2001 |                               |                        |          |  |
| N.º                                              | Título                        | Escritor(es)           | Duración |  |
| 13.                                              | «Tight Black Pants» (en vivo) |                        | 1:56     |  |
| 14.                                              | «Living Dead» (en vivo)       |                        | 3:52     |  |
| 15.                                              | «Sometimes I» (en vivo)       |                        | 3:55     |  |
| 16.                                              | «Lunacy»                      | Swenson, Stotts        | 5:08     |  |
| 17.                                              | «Doom Song»                   | Swenson, Beech         | 5:22     |  |
| 18.                                              | «Sex Junkie» (Live)           | Swenson, Stotts, Beech | 3:08     |  |
| 19.                                              | «Black Leather Monster»       | Swenson, Beech         | 3:41     |  |
| 20.                                              | «12 Noon»                     | Swenson, Stotts        | 3:30     |  |
| 21.                                              | «Masterplan» (en vivo)        | Swenson, Stotts        | 4:48     |  |

| Pistas adicionales en la remasterización de 2002 |                               |          |  |
| N.º                                              | Título                        | Duración |  |
| 13.                                              | «Sometimes I» (en vivo)       | 3:55     |  |
| 14.                                              | «Living Dead» (en vivo)       | 3:52     |  |
| 15.                                              | «Tight Black Pants» (en vivo) | 1:56     |  |
| 16.                                              | «Butcher Baby» (en vivo)      | 3:32     |  |
| 17.                                              | «Corruption» (en vivo)        | 2:39     |  |
| 18.                                              | «You Think You're Comin'»     | 1:50     |  |
| 19.                                              | «Fast Food Service»           | 2:39     |  |

## Músicos
- Wendy O. Williams: voz, saxofón
- Richie Stotts: guitarra líder
- Wes Beech: guitarra rítmica
- Jean Beauvoir: bajo
- Stu Deutsch: batería
- Jimmy Miller: percusión (músico de sesión)